# Anthrenus haemorrhous
Anthrenus haemorrhous is een keversoort uit de familie spektorren (Dermestidae). De wetenschappelijke naam van de soort werd in 1823 gepubliceerd door Dahl.